# Édgar Álvarez
Edgard Anthony Álvarez Reyes (Puerto Cortés, Cortés megye, 1980. január 9. –) hondurasi válogatott labdarúgó.

## Fordítás
- Ez a szócikk részben vagy egészben  az   Édgar Álvarez) című angol Wikipédia-szócikk fordításán alapul.  Az eredeti cikk szerkesztőit annak laptörténete sorolja fel. Ez a jelzés csupán a megfogalmazás eredetét és a szerzői jogokat jelzi, nem szolgál a cikkben szereplő információk forrásmegjelöléseként.